# Terrance Drew
Terrance Michael Drew (meglio noto come Terrance Drew; Basseterre, 22 novembre 1976) è un politico nevisiano, Primo Ministro di Saint Kitts e Nevis dal 6 agosto 2022 e capo del suo governo dal 15 agosto 2022.